# Micronycteris brosseti
Micronycteris brosseti es una especie de murciélago de la familia Phyllostomidae.

## Distribución geográfica
Se encuentra en Sudamérica. en Brasil, Guayana Francesa, Guayana y Perú.